# Enzio Boldewijn
Enzio Boldewijn (Almere, 17 novembre 1992) è un calciatore olandese, attaccante del Wealdstone.

## Carriera
Nella stagione 2011-2012 ha giocato 11 partite nella prima divisione olandese con la maglia dell'Utrecht; in seguito ha giocato con vari club nella seconda divisione olandese, per poi andare a giocare nelle serie minori inglesi.